# Viktoria av Storbritannien (tysk kejsarinna)
Viktoria av Storbritannien och Irland, född 21 november 1840 på Buckingham Palace, död 5 augusti 1901 på Schloss Friedrichshof, var en brittisk prinsessa och genom sitt gifte med Fredrik III av Tyskland, tysk kejsarinna och drottning av Preussen under tre månader år 1888. Som änka kallades hon Kejsarinnan Fredrik. Hon var känd för sina liberala åsikter, och har efterlämnat en brevsamling som beskriver det preussiska hovet under hennes samtid.

## Biografi

### Barndom

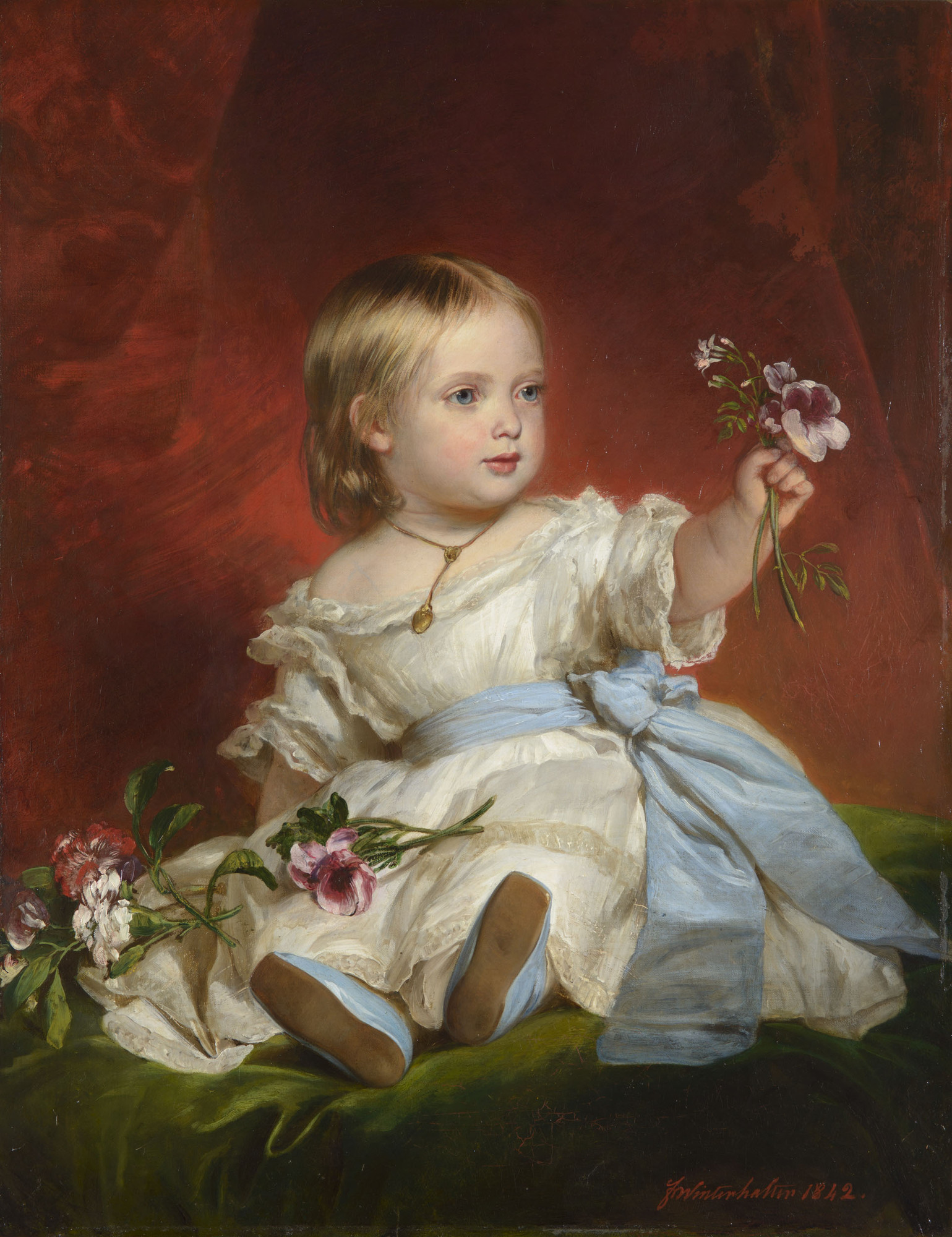
Prinsessan Victoria som barn. Franz Xaver Winterhalter (1842).

Prinsessan Viktoria föddes 21 november 1840 på Buckingham Palace i London. Hon var äldsta barn till drottning Viktoria av Storbritannien och prins Albert av Sachsen-Coburg-Gotha och föddes bara nio och en halv månad efter föräldrarnas bröllop. När hon föddes utbrast doktorn sorgset: "Åh Madame, det är en flicka!" Drottningen svarade: "Det spelar ingen roll, nästa gång blir det en prins!". Som det enda barnet till den brittiska monarken var Victoria tronföljare från hennes födelse till födelsen av hennes yngre bror prins Albert Edward (senare kung Edward VII) det följande året. Den 19 januari 1841 utsågs hon till Princess Royal, en titel som vanligtvis (men inte automatiskt) tilldelas den äldsta dottern till brittiska monarker. Hon döptes på sina föräldrars 1-åriga bröllopsdag den 10 februari 1841 med namnen Victoria Adelaide Mary Louisa i tronsalen i Buckingham Palace av ärkebiskopen av Canterbury William Howley. Hennes föräldrar kallade henne Vicky eller Pussy.
Hon och hennes syskon uppfostrades till stor del på Osborne House på Isle of Wight, eftersom deras föräldrar ansåg att barnen skulle hållas borta från hovet. Hon var fram till sin brors födsel 1841 brittisk tronarvinge, och hennes mor ansåg att hon skulle få en bred utbildning. Viktoria beskrivs som rikt begåvad, tidigt utvecklad för sin ålder och intresserad av allehanda ting. Hon kunde tala grekiska, tyska och latin. Hon stod nära sin far, som gav henne liberala åsikter.

### Äktenskap
25 januari 1858, i Chapel Royal på St. James's Palace i London, gifte hon sig med prins Fredrik av Preussen, den blivande Fredrik III av Tyskland, och kom mestadels att residera med familjen på Neues Palais i Potsdam. Fredrik och Viktoria hade mötts för första gången år 1851, och deras föräldrar ansåg båda att ett äktenskap mellan dem vore lämpligt, då Storbritannien och Preussen hade täta band, särskilt mellan kungahusen. Fredrik besökte Viktoria i London en andra gång 1856, och förlovningen eklaterades 17 maj 1856. Bröllopet var impopulärt i den brittiska pressen. I Preussen möttes det med gillande i den liberala pressen och just därför med tveksamhet vid hovet. 

### Kronprinsessa
I Berlin bodde paret i Kronprinzenpalais under vintern och på Neues Palais i Potsdam under sommaren. Hon och hennes make blev kronprinspar när hennes svärfar Vilhelm I efterträdde sin bror 1861. Viktoria ansåg som liberal att Tyskland borde bli en konstitutionell monarki enligt brittisk modell. Hon kom att utöva ett starkt inflytande över sin make, men hennes försök till systemskifte misslyckades, då hennes svärfar, Vilhelm helt stod under inflytande av Bismarck. Hon försökte utan framgång år 1862 övertala sin make att acceptera sin fars förslag att abdikera och själv bestiga tronen. Viktorias brittiska liberala åsikter gjorde henne ogillad vid det preussiska hovet, där man ansåg att Tsarryssland var en bättre förebild än den liberala brittiska monarkin, och kronprinsparet mottog ständig kritik för att vara för "engelska". Under de tyska krigen och Fransk-tyska kriget ägnade hon sig åt sjukvård för de sårade, men fick ingen god press för det eftersom hon ansågs inkräkta på drottningens uppgift.

### Kejsarinna
Viktorias make besteg tronen den 9 mars 1888, han var då redan döende i strupcancer och Viktoria var kejsarinna i endast tre månader fram till makens död den 15 juni samma år. Under hans korta regeringstid belönades Viktoria och en rad av deras anhängare med utmärkelser som tack för deras stöd under kronprinstiden. Viktoria kommenterade att hon och hennes make bara var skuggor som snart skulle ersättas.

### Kejsarinnan Fredrik
Viktoria stod i ett mycket ansträngt förhållande till sin son, Vilhelm II alltsedan den hårda uppfostran hon tvingat honom att genomgå, och förhållandet mellan mor och son förvärrades ytterligare genom Vilhelms hänsynslösa och bryska uppträdande mot modern vid sin tronbestigning.
Viktoria blev som änka känd som Kaiserin Friedrich ('Kejsarinnan Fredrik') och drog sig sedan tillbaka till slottet Friedrichshof i Hessen-Nassau. Hon kritiserade ofta sin sons konservativa politik, men han höll henne utanför allt offentligt liv, även rent representativa uppgifter. När hennes svärmor avled 1893, tilläts hon till exempel inte efterträda henne som ordförande för Tyska Röda korset. Hon diagnosticerades med bröstcancer 1898, och blev därefter alltmer bunden till bostaden. Hon avled 1901 drygt ett halvår efter sin egen mor.

## Brevsamling
Viktorias många öppenhjärtiga och indiskreta brev till sin mor utgavs 1929, efter att ha blivit utsmugglade från Tyskland av broderns, Edvard VII:s, privatsekreterare, lord Ponsonby (på order av den döende kejsarinnan) vid ett besök 1901. De beskriver det tyska hovet mellan 1858 och 1900.

## Antavla
|                              |  |  |  |  |  |  |  |                                   |  |  |  |  |  |  |  |                                                |  |  |  |  |  |  |  | 8. Hertig Frans Fredrik av Sachsen-Coburg-Saalfeld (även 14.) |
|                              |  |  |  |  |  |  |  |                                   |  |  |  |  |  |  |  |                                                |  |  |  |  |  |  |  |                                                               |
|                              |  |  |  |  |  |  |  |                                   |  |  |  |  |  |  |  | 4. Hertig Ernst I av Sachsen-Coburg-Gotha      |  |  |  |  |  |  |  |                                                               |
|                              |  |  |  |  |  |  |  |                                   |  |  |  |  |  |  |  |                                                |  |  |  |  |  |  |  |                                                               |
|                              |  |  |  |  |  |  |  |                                   |  |  |  |  |  |  |  |                                                |  |  |  |  |  |  |  | 9. Augusta av Reuss-Ebersdorf (även 15.)                      |
|                              |  |  |  |  |  |  |  |                                   |  |  |  |  |  |  |  |                                                |  |  |  |  |  |  |  |                                                               |
|                              |  |  |  |  |  |  |  | 2. Albert av Sachsen-Coburg-Gotha |  |  |  |  |  |  |  |                                                |  |  |  |  |  |  |  |                                                               |
|                              |  |  |  |  |  |  |  |                                   |  |  |  |  |  |  |  |                                                |  |  |  |  |  |  |  |                                                               |
|                              |  |  |  |  |  |  |  |                                   |  |  |  |  |  |  |  |                                                |  |  |  |  |  |  |  | 10.Hertig August av Sachsen-Gotha-Altenburg                   |
|                              |  |  |  |  |  |  |  |                                   |  |  |  |  |  |  |  |                                                |  |  |  |  |  |  |  |                                                               |
|                              |  |  |  |  |  |  |  |                                   |  |  |  |  |  |  |  | 5. Luise av Sachsen-Gotha-Altenburg            |  |  |  |  |  |  |  |                                                               |
|                              |  |  |  |  |  |  |  |                                   |  |  |  |  |  |  |  |                                                |  |  |  |  |  |  |  |                                                               |
|                              |  |  |  |  |  |  |  |                                   |  |  |  |  |  |  |  |                                                |  |  |  |  |  |  |  | 11.Lovisa Charlotta av Mecklenburg-Schwerin                   |
|                              |  |  |  |  |  |  |  |                                   |  |  |  |  |  |  |  |                                                |  |  |  |  |  |  |  |                                                               |
| 1.Viktoria av Storbritannien |  |  |  |  |  |  |  |                                   |  |  |  |  |  |  |  |                                                |  |  |  |  |  |  |  |                                                               |
|                              |  |  |  |  |  |  |  |                                   |  |  |  |  |  |  |  |                                                |  |  |  |  |  |  |  | 12. Kung Georg III                                            |
|                              |  |  |  |  |  |  |  |                                   |  |  |  |  |  |  |  |                                                |  |  |  |  |  |  |  |                                                               |
|                              |  |  |  |  |  |  |  |                                   |  |  |  |  |  |  |  | 6. Prins Edvard, hertig av Kent och Strathearn |  |  |  |  |  |  |  |                                                               |
|                              |  |  |  |  |  |  |  |                                   |  |  |  |  |  |  |  |                                                |  |  |  |  |  |  |  |                                                               |
|                              |  |  |  |  |  |  |  |                                   |  |  |  |  |  |  |  |                                                |  |  |  |  |  |  |  | 13. Charlotte av Mecklenburg-Strelitz                         |
|                              |  |  |  |  |  |  |  |                                   |  |  |  |  |  |  |  |                                                |  |  |  |  |  |  |  |                                                               |
|                              |  |  |  |  |  |  |  | 3. Drottning Victoria             |  |  |  |  |  |  |  |                                                |  |  |  |  |  |  |  |                                                               |
|                              |  |  |  |  |  |  |  |                                   |  |  |  |  |  |  |  |                                                |  |  |  |  |  |  |  |                                                               |
|                              |  |  |  |  |  |  |  |                                   |  |  |  |  |  |  |  |                                                |  |  |  |  |  |  |  | 14. Samma som 8.                                              |
|                              |  |  |  |  |  |  |  |                                   |  |  |  |  |  |  |  |                                                |  |  |  |  |  |  |  |                                                               |
|                              |  |  |  |  |  |  |  |                                   |  |  |  |  |  |  |  | 7. Viktoria av Sachsen-Coburg-Saalfeld         |  |  |  |  |  |  |  |                                                               |
|                              |  |  |  |  |  |  |  |                                   |  |  |  |  |  |  |  |                                                |  |  |  |  |  |  |  |                                                               |
|                              |  |  |  |  |  |  |  |                                   |  |  |  |  |  |  |  |                                                |  |  |  |  |  |  |  | 15. Samma som 9.                                              |
|                              |  |  |  |  |  |  |  |                                   |  |  |  |  |  |  |  |                                                |  |  |  |  |  |  |  |                                                               |